# San Lawrenz
San Lawrenz est une ville de Malte située sur Gozo.

## Paroisse

### Église

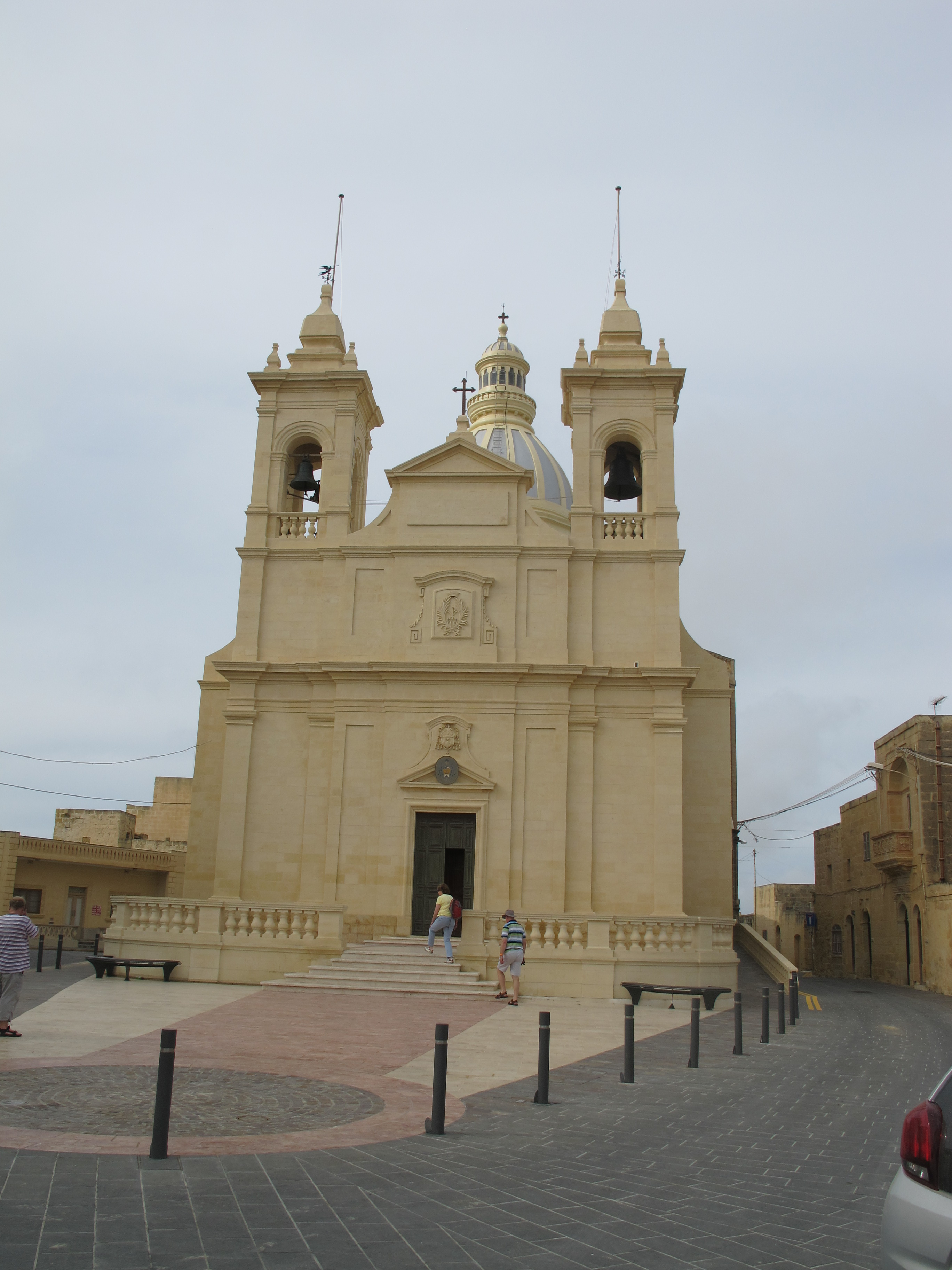
Eglise Saint-Laurent
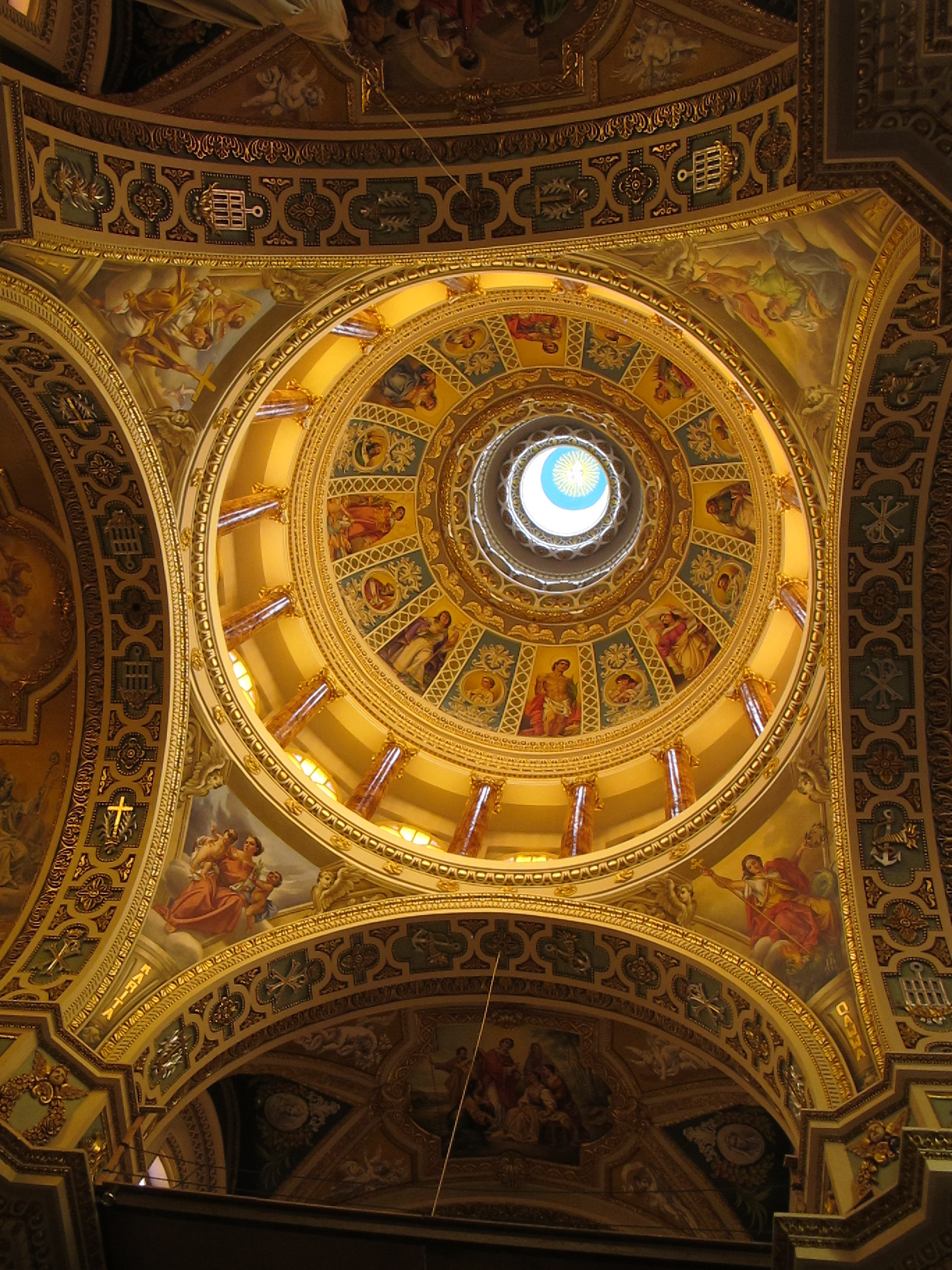
Intérieur de l'Eglise Saint-Laurent

## Géographie
|                  | Għarb            |        |
| Mer Méditerranée | San Lawrenz      | Kerċem |
|                  | Mer Méditerranée |        |

## Patrimoine et culture
- Site archéologique punique et romain de Ras il-Wardija

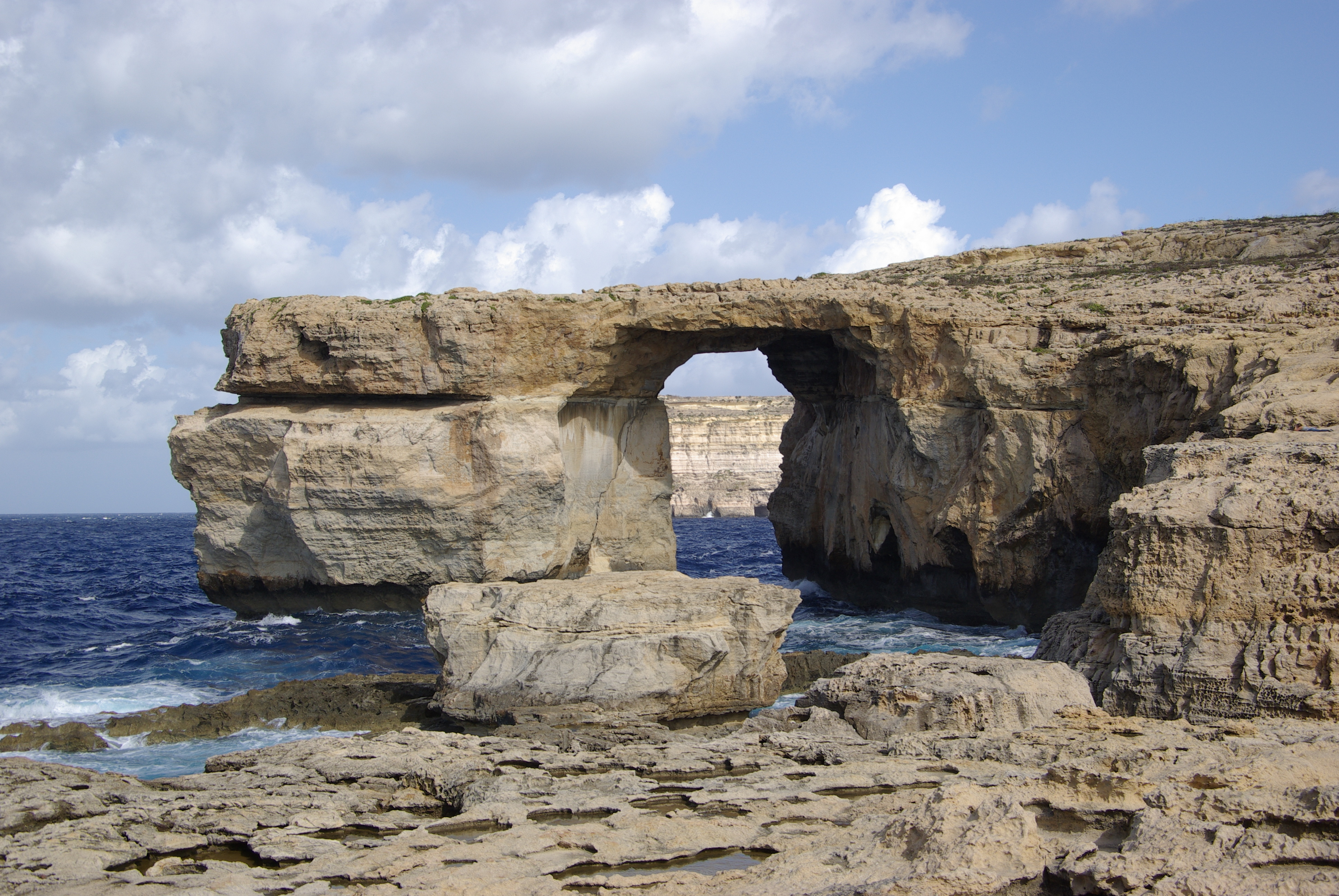
La Fenêtre d'Azur (aujourd'hui effondré)
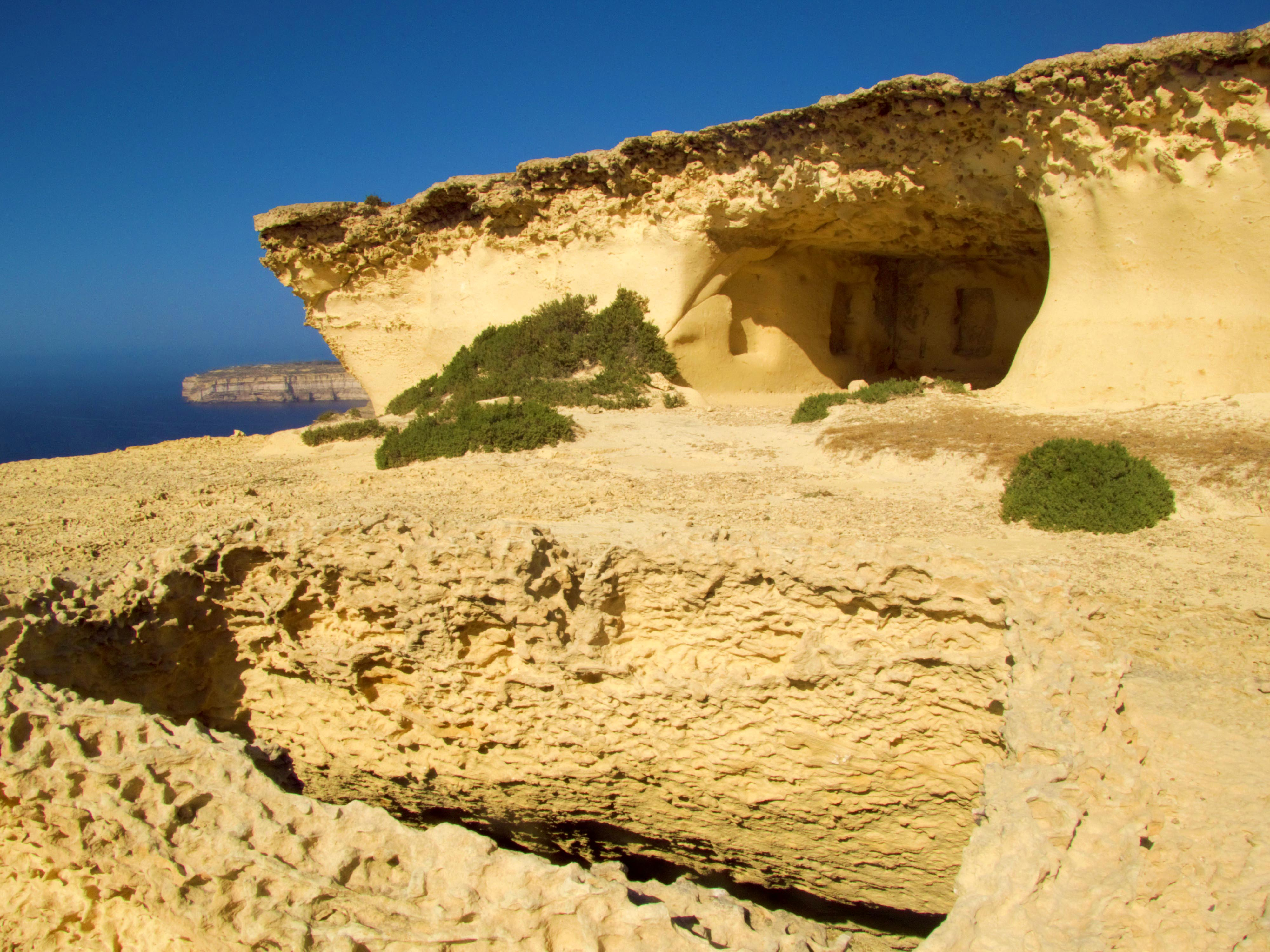
Ras il-Wardija
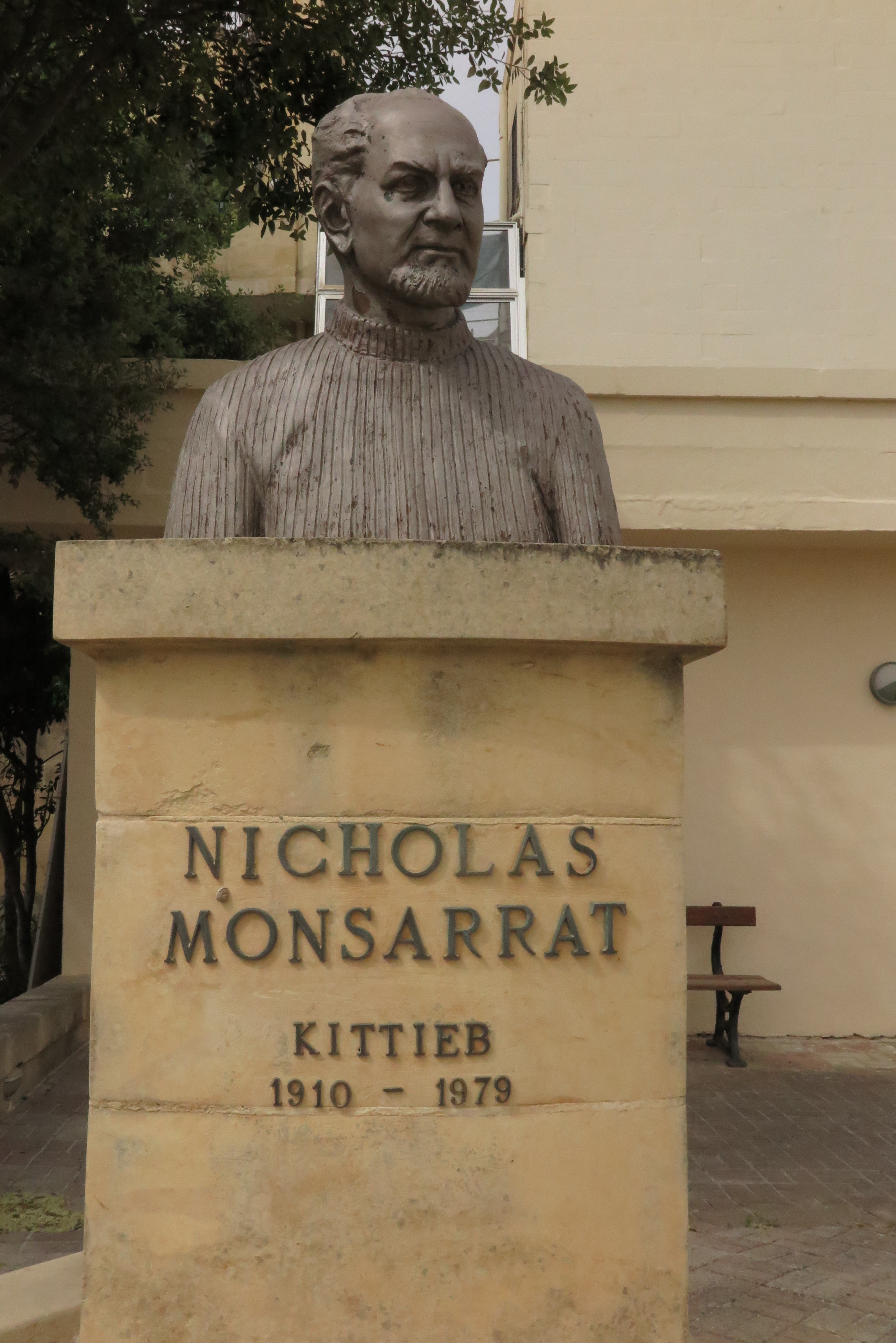
Statue de Nicholas Monsarrat
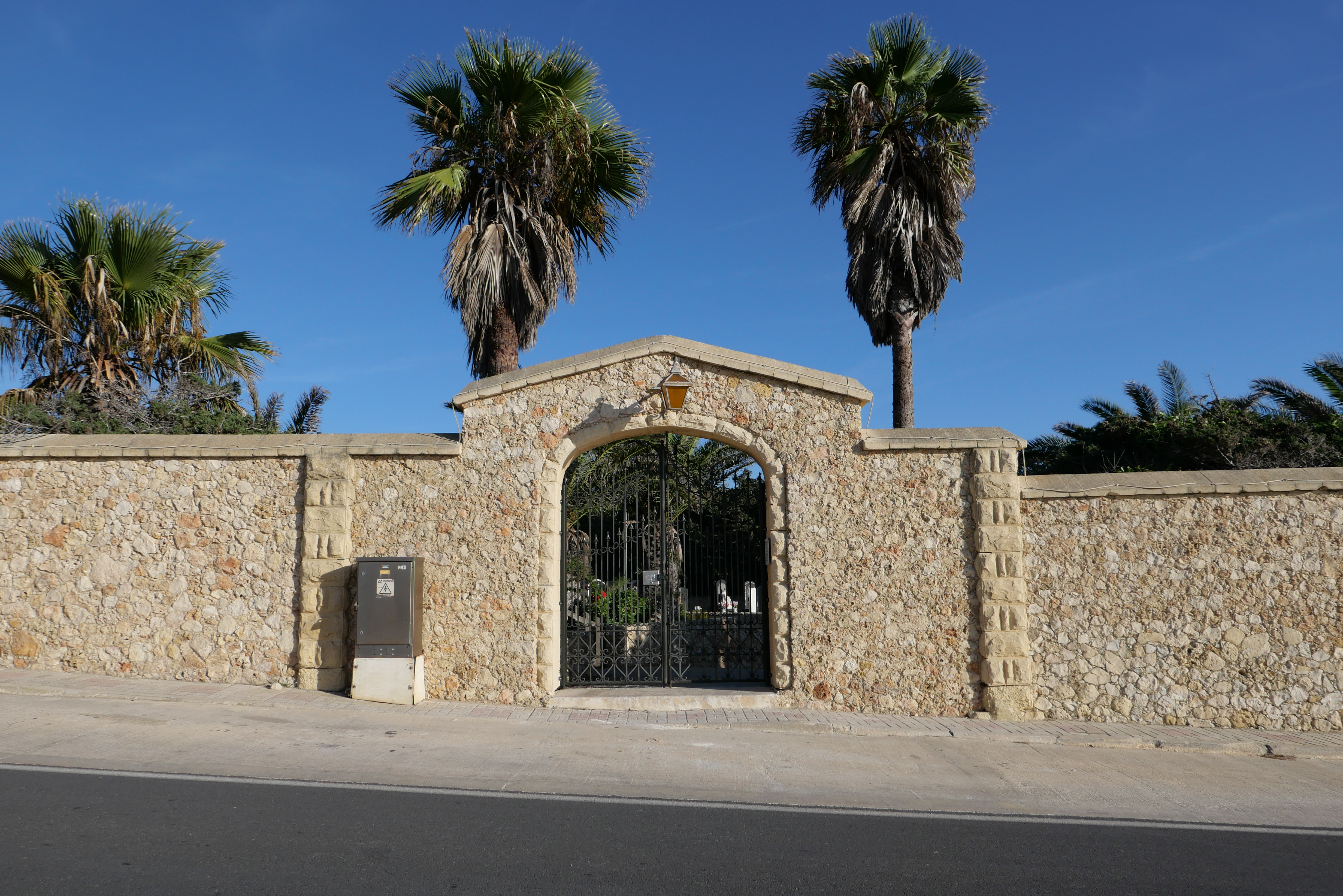
Entrée du cimetière de San-Lawrenz

## Jumelages
- Colle Umberto (Italie)